# Francisca Christina av Pfalz-Sulzbach
Francisca Christina av Sulzbach, född 1696, död 1776, var en tysk abbedissa. Hon var regerande furstlig abbedissa av Stift Essen och Reichsstift Thorn mellan 1726 och 1776. var ett kejserligt kloster med Landeshoheit, något som gjorde dess föreståndare till en monark och gav klostret status som en stat.
Hon utövade en regering i enlighet med principen om absolutism. Hon överlät i praktiken sin makt på jesuiter som regerade som hennes ämbetsmän, vilket skapade många konflikter mellan klostret och staden. Som regerande furstinna inrättade hon ett hovliv i enlighet med en regerande monarks, vilket ansträngde finanserna. Hon är främst känd för det barnhem hon grundade 1769. 